# Qijiang (sockenhuvudort i Kina, Hunan Sheng, lat 27,45, long 110,97)
Qijiang (kinesiska: 七江, 七江乡, 石背) är en sockenhuvudort i Kina. Den ligger i provinsen Hunan, i den södra delen av landet, omkring 210 kilometer sydväst om provinshuvudstaden Changsha. Antalet invånare är 47 221. Befolkningen består av 22 845 kvinnor och 24 376 män. Barn under 15 år utgör 23,0 %, vuxna 15-64 år 66 %, och äldre över 65 år 10,0 %.
Runt Qijiang är det tätbefolkat, med 369 invånare per kvadratkilometer. Qijiang är det största samhället i trakten. I omgivningarna runt Qijiang växer i huvudsak blandskog.
Genomsnittlig årsnederbörd är 1 620 millimeter. Den regnigaste månaden är maj, med i genomsnitt 246 mm nederbörd, och den torraste är oktober, med 50 mm nederbörd.